# Paolo Monelli (scriitor)

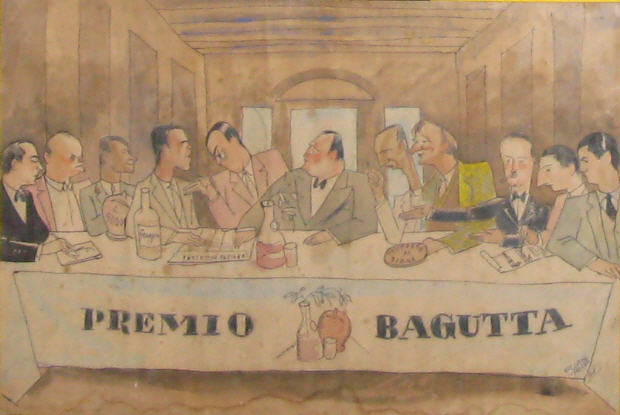

Paolo Monelli (al treilea numărând din stânga) în Primul Război Mondial - 1915

Paolo Monelli (n. 15 iulie 1891, Fiorano Modenese – d. 19 noiembrie 1984, Roma ) a fost un ziarist și scriitor italian.

## Biografie
Participă ca ofițer al trupelor alpine în Primul Război Mondial, care va fi subiectul central al operei sale în Eu și germanii și Pantofii în soare. Aceasta din urmă, scrisă sub forma unui jurnal, este considerată una din cele mai bune opere ale sale.  Împreună cu Orio Vergani , Riccardo Bacchelli , Mario Marchi Vellani , și mulți alții este fondator al Premiului Bagutta , creat într-un restaurant italian din Milano. Pasiunea sa pentru vin și mâncare bună l-a determinat să scrie itinerarul gastronomic Il ghiottone errante cu imagini "apetisante" (realizate de prietenul său "anti-alcool" Giuseppe Novello ed OP), care este de fapt manualul băutorului adevărat. În 1963 s-a căsătorit cu Palma Bucarelli, director al Galeriei Naționale de Artă Modernă din Roma. Temele cărților sale, susținute de un stil caustic și incisiv, care variează între documentare istorică (Roma - 1943), biografia anecdotică (Mussolini - mic burgez - 1968), scrierea despre jurnalism (Questo mestieraccio - 1930), obiceiuri italiene și limba italiană (Barbaro dominio - 1933, L'alfabeto di Bernardo Prisco),portrete de critica contemporană (Umbre chinezești),  cronici narative (Moartea unui diplomat) și nuvela pseudo-istorică O aventură în secolul întâi.

## Premii
În 1961 el a câștigat Premiolino pentru portretul lui Guido Piovene apărut în rubrica I contemporanei al girarrosto.